# Pippo Franco
Franco Pippo (Rome, 2 september 1940) is een Italiaanse acteur en zanger.

## Levensloop en carrière
Franco begon zijn carrière als zanger in de jaren 60. In 1968 maakte hij zijn acteerdebuut. Begin jaren 70 speelde hij een aantal films met Edwige Fenech. In 1972 acteerde hij in Avanti! van Billy Wilder. Hij acteerde ook naast Catherine Spaak. Andere acteurs met wie hij vaak speelde, zijn Carmen Russo en Ugo Tognazzi. 